# Woo!ah!
Le Woo!ah! (우아!?; stilizzato tutto in minuscolo) sono un gruppo femminile sudcoreano composto da Nana, Wooyeon, Sora, Lucy e Minseo. Hanno debuttato il 13 maggio 2020 sotto la NV Entertainment con il singolo Exclamation, e hanno pubblicato il loro EP di debutto Joy a giugno 2022.
Originariamente un gruppo di sei membri, Songyee ha abbandonato il gruppo nell'agosto 2020 a causa di motivi personali.

## Storia

### 2020-presente: Debutto, abbandono di Songyee, singoli eJoy
Il 24 aprile 2020 è stato annunciato sugli account social del gruppo che le Woo!ah! avrebbero debuttato con il singolo Exclamation. I membri sono stati introdotti tramite delle foto "teasers", a partire da Wooyeon, e continuando con Minseo, Lucy, Songyee, Sora e Nana. Exclamation è uscito il 15 maggio 2020, e contiene la title track "Woo!ah!". La prima apparizione del gruppo è avvenuta alla Spigen Hall a Gangnam.
Il 14 agosto Songyee è ufficialmente uscita dal gruppo per via di ragioni private.
Il 24 novembre 2020 il secondo singolo delle Woo!ah!, Qurious, è uscito. Esso contiene il brano principale "Bad Girl".
Il 27 maggio 2021 il gruppo ha pubblicato il terzo singolo Wish, con "Purple" come title-track.
Il 4 gennaio 2022 un altro singolo "Catch the Stars", è uscito. Il 9 giugno dello stesso anno invece è uscito il primo extended play delle Woo!ah!, Joy, che ha come traccia principale il brano "Danger".

## Formazione
Attuale
- Nana (나나) (2020-) – leader, voce
- Wooyeon (우연) (2020-) – voce
- Sora (소라) (2020-) – voce
- Lucy (루시) (2020-) – rap
- Minseo (민서) (2020-) – voce

Ex-membri
- Songyee (송이) (2020) – voce

## Discografia

### EP
- 2022 – Joy

### Singoli
- 2020 – Exclamation
- 2020 – Qurious
- 2021 – Wish
- 2022 – Catch the Stars
- 2022 – Pit-a-Pat
- 2024 -  Blush
- 2024 - Unframed